# 주안엔리크 비베스 시실리아
주안엔리크 비베스 이 시실리아(카탈루냐어: Joan-Enric Vives i Sicília, 1949년 7월 24일~)는 우르젤 주교이자, 안도라 공국의 공동 영주이며, 현재 안도라의 군주 작위를 프랑스의 현직 대통령인 에마뉘엘 마크롱과 공유하고 있다.

주안엔리크 비베스 이 시실리아의 문장